# Kino (banda britânica)
Kino é uma banda britânica de rock progressivo formada pelos membros de outros projetos de rock progressivo já consagrados: (John Mitchell das bandas Arena e The Urbane; Pete Trewavas do Marillion e do Transatlantic; John Beck do It Bites; Bob Dalton também do It Bites; Chris Maitland do Porcupine Tree).
A banda lançou seu álbum de estréia Picture em fevereiro de 2005, para uma audiência internacional entusiasmada, recebendo reconhecimento também da mídia especializada. Sua música combina os talentos individuais dos integrantes de diversos grupos já respeitados para criar um som totalmente novo. O álbum apresenta um som do metal e bastante melódico com fortes influências do pop, já que as faixas seguem o famigerado padrão versos - refrão. Linhas complexas de guitarra também marcam o som de Picture.

## Integrantes

### Formação atual
- John Mitchell - vocal e guitarra
- Pete Trewavas - baixo e vocal de apoio
- John Beck - sintetizador e vocal de apoio
- Bob Dalton - bateria, percussão e vocal de apoio
- Chris Maitland (somente para a gravação de Picture) -  bateria, percussão e vocal de apoio

## Discografia

### Álbuns de estúdio
- Picture (fevereiro de 2005)

### Compilações
- Cutting Room Floor (dezembro de 2005)